# Hamburger Hafen und Logistik

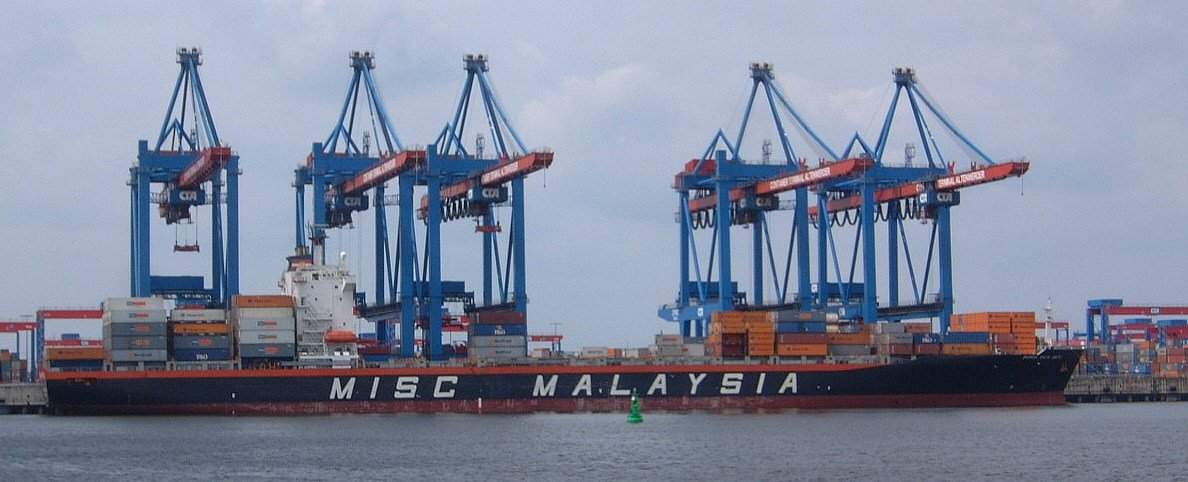
le porte-conteneurs Bunga Raya Satu de Malaysia et le 'Containerterminal Altenwerder' (terminal à conteneurs Altenwerder)

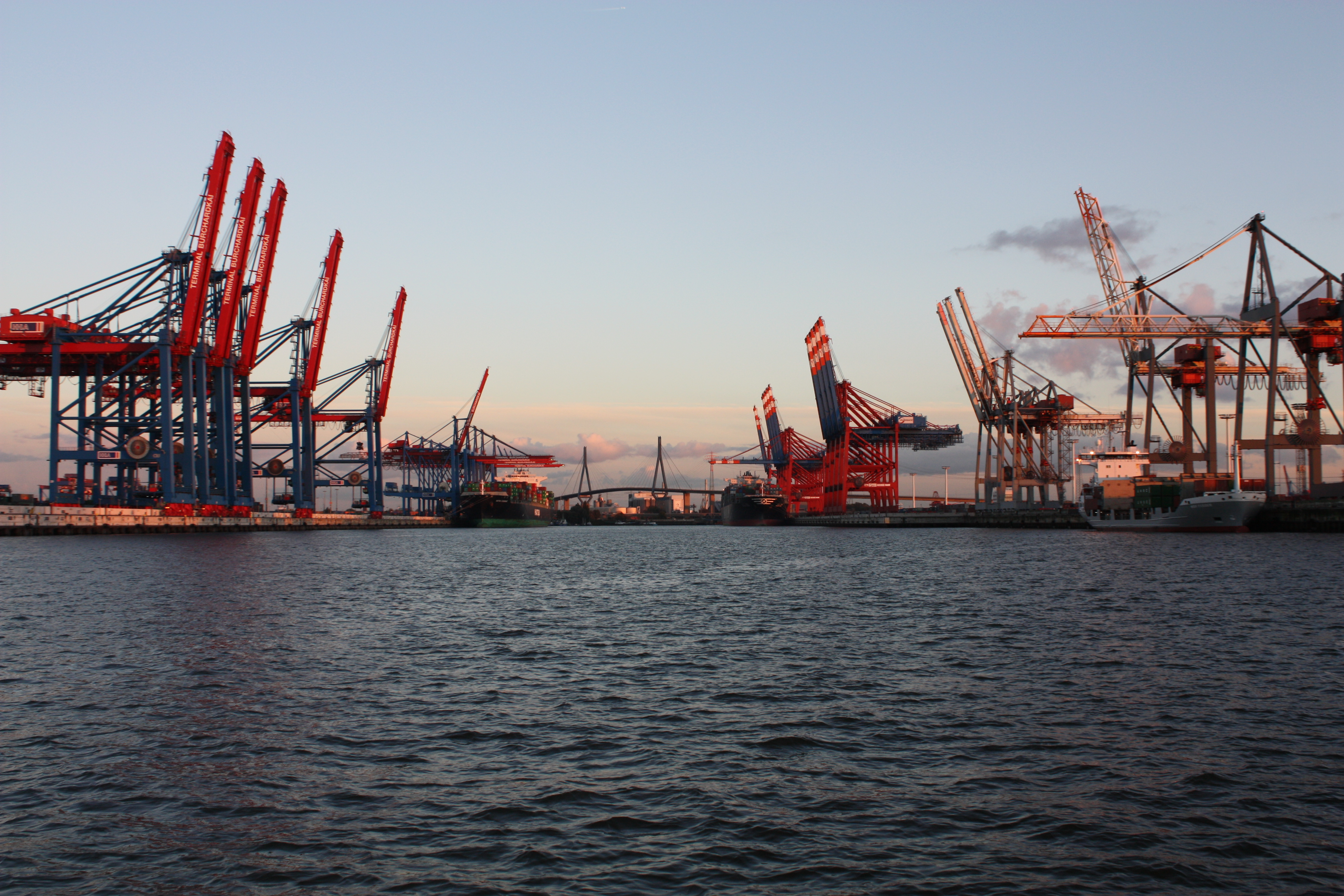
Burchardkai (à gauche), Pont de Köhlbrand et Eurogate (à droite)

Hamburger Hafen und Logistik AG (abrégé HHLA, FWB : HHFA) est une compagnie allemande de logistique et de transport. L'entreprise exploite trois terminaux à conteneurs au port de Hambourg : Altenwerder, Burchardkai (kai=quai) et Tollerort, ainsi que la manutention du fret et les services de transport par chemin de fer, par route et par mer.
Fondé sous le nom de Hamburger Freihafen-Lagerhaus-Gesellschaft  en 1885, la société a été partiellement privatisée par l'État de Hambourg à l'occasion d'une introduction sur la Bourse de Francfort en Novembre 2007. L'État conserve une participation de 70 % dans HHLA. La société fait actuellement partie de l'indice SDAX.
En septembre 2010, HHLA a annoncé son intention d'augmenter la capacité de son terminal à conteneurs à Odessa en Ukraine.
Celui-ci est tenu par HPC Ukraina, une filiale de la HHLA.